# مورافيا العظمى
كانت مورافيا العظمى إحدى الدول السلافية التي تمركزت في أوروبا الوسطى واستمرت لمدة تقرب من سبعين عامًا في القرن التاسع  وهم أصل أسلاف التشيك والسلوفاك. وكانت دولة تابعة لـمملكة الفرنجة الجرمانية ودفعت جزية سنوية لها. هناك بعض الجدل حول الموقع الحقيقي لإقليمها الرئيسي. وفقًا للمجموعة الأكبر من الباحثين، تقع منطقتها الرئيسية على جوانب نهر مورافا، وهي الأراضي الموجودة هذه الأيام في غرب سلوفاكيا وفي مورافيا وبوهيميا (المعروفة حاليًا بـالتشيك)، ولكن قد تمتد المنطقة إلى بعض المناطق الموجودة حاليًا في المجر وبولندا والنمسا وسلوفينيا وكرواتيا وصربيا ورومانيا وأوكرانيا وألمانيا. تقول النظريات البديلة أن الأراضي الرئيسية في موارفيا العظمى كانت تقع جنوب نهر الدانوب في سلوفانيا (المعروفة حاليًا باسم كرواتيا) أو في الأجزاء الجنوبية في حوض الكاربات (Carpathian Basin). وفقًا لما ورد عن المؤرخ السلوفاكي ريتشارد مارسينا (Richard Marsina)، كان أسلاف الموارفيين والسلوفاك هم من استوطنوا في مورافيا العظمى، على الرغم مما صرح به بعض المؤرخين الآخرين بأن السلافين الأصليين قد لاقوا حتفهم خارج تلك الأراضي أو أنهم عاشوا مع المجريين (في إقليم مملكة المجر). من غير المحتمل أن الأقلية السلافية قد حافظت على لغتها طوال فترة مملكة المجر وأصبحوا بعد ذلك سكانًا أقلية في سلوفاكيا. لم تكن الأمور السياسية لتلك الدولة السلافية المبكرة والدولة السلوفاكية الحديثة متواصلة. إضافة إلى ذلك، يلاحظ كثير من السلافاكيين جذور الدولة السلوفاكية في التراث الثقافي لموارفيا العظمى وقد تمت الإشارة لذلك في الدستور السلوفاكي الحديث. كان لمورافيا العظمى دور بارز في تطوير القومية السلوفاكية.
تأسست مورافيا العظمى في الوقت الذي وحد فيه موجمير الأول (Mojmír I) الجارتين بالقوة عام 833،  وهو ما يُعرف في الكتابات التاريخية الحديثة باسم «إمارة نيترا (Principality of Nitra)» و«إمارة مورافيا».
تولدت التنمية الثقافية على أثر بعثة كيرليس وميثوديوس (Saints Cyril and Methodius)، التي قدمت في عهد الأمير راستيسلاف (Rastislav) عام 863. امتدت الإمبراطورية لنطاقات إقليمية كبيرة في عهد سفاتوبلوك الأول (Svatopluk I) (من 871 حتى 894)، على الرغم من ذلك فلا يزال الجدل قائمًا حول نطاق حدود ملكه. وقد تلقى أيضًا خطابًا من يوحنا الثامن (Pope John VIII) الذي أطلق عليه «الملك» سفاتوبلوك.
بعد ما تعرضت له من ضعف بسبب الصراع الداخلي والحروب العديدة مع الإمبراطورية الكارولنجية (Carolingian Empire)، سيطر المجريون على مورافيا العظمى في نهاية المطاف، وقد شملت حوض الكاربات حوالي عام 896. وقد اقتسمت بولندا والمجر وبوهيميا والإمبراطورية الرومانية المقدسة. على الرغم مما ورد في بعض المصادر الحديثة بأن مورافيا العظمى تلاشت وأصبحت قلاع الموارفيين أطلالًا لقرون، اقترحت بعض البحوث الأثرية وعلم أسماء المواقع الجغرافية عن عدم انقطاع نسل السكان السلافيين في أودية نهر الكاربات الجنوبي الداخلي. عانت الكثير من القلاع والمدن من الخراب الذي عم البلاد ولكن كان هناك جدل حول هوية بعض القلاع حتى زعم بعض الباحثين أن موارفيا العظمى قد اختفت دون أثر.
لقد خلَّفت مورافيا العظمى من ورائها تراثًا كتب له البقاء في أوروبا الوسطى والشرقية. انتشرت الأبجدية الغلاغوليتسية وخليفتها الأبجدية الكريلية في البلدان السلافية الأخرى (خاصة البلقان وكييف روس)، مما رسم مسارًا جديدًا لتنميتها الثقافية. وقد أثر النظام الإداري لمورافيا العظمى على تطوير إدارة المجر الوسطى. وقد أصبحت مورافيا العظمى محلًا للاهتمام في الرومانسية القومية للتشيك وسلوفاكيا في القرن التاسع عشر.

## الامتداد
بعد سقوط مورافيا العظمى، انقسمت المنطقة المتوسطة لمورافيا العظمى إلى دولتين: مملكة التشيك في الغرب مملكة المجر في الشرق، فاصلة بين المناطق التشيكية والسلوفاكية لألف سنة أخرى. رسمت الحدود أصولًا على نهر مورافي (المملكة التشيكية غربًا والمجر، التي أصبحت الآن سلوفاكيا، شرقًا). إلا أنه ومنذ القرن الثاني عشر ميلادية، تمكن الملوك التشيكيون من كسب المزيد من المناطق على الضفة الشرقية، ليحصلوا في نهاية المطاف على كامل المنطقة الممتدة من أوهيرسكي هراديشتي إلى ستراجنيس على طول جبال كارباثيان البيضاء. احتفظت المنطقة الأساسية الأصلية لمورافيا العظمى، التي تشكل اليوم الجزء الشرقي من مورافيا وتتوضع بين جبال كارباثيان البيضاء وشريبي، بهويتها غير التشيكية في تسميتها «سلوفاتشو» التي تظهر أصولًا مشتركة مع جارتها سلوفاكيا - وهي رمز لهوية مشتركة في الماضي خلال العصر المورافي العظيم. حافظت المنطقة الأساسية لمورافيا العظمى على ثقافة فريدة وتقليد فلكلوري غني: تمتد سلوفاتشو المذكورة آنفًا إلى الجنوب (حيث يشكل نهر مورافا الحدود التشيكية السلوفاكية)، إلى منطقتين هما منطقة زالاجي الواقعة على ضفة مورافا الغربية (التشيكية) ومنطقة زاهوري على ضفة مورافا الشرقية (السلوفاكية). تزخر زاهوري أيضًا بالمبنى الوحيد الناجي من العصر المورافي العظيم، والمعبد في كوباني عبر مورافا مباشرة من موقع ميكولتشيس الأثري (يتصل هذان المكانان المورافيان العظميان عبر جسر). امتدت المنطقة الأساسية لمورافيا سابقًا، تبعًا للأسطورة، في أوائل الثلاثينيات من القرن التاسع الميلادي، عندما عبر موجمير الأول من مورافيا نهر مورافا واستولى على إمارة نيترا المجاورة (سلوفاكيا الغربية اليوم). كانت إمارة نيترا السابقة تستخدم كما يسمى في الإقليم السلوفاكي كـ «نيزياتسفو»، أو الإقليم الذي يُعطى ويحكم من قبل خليفة العرش، وهو عادة ابن أخت الأمير.
ومع ذلك، فإن سعة امتداد، وحتى موقع مورافيا الكبرى (بالمفهوم التاريخي، نظرًا لعدم معرفة الاسم الأصلي الرسمي) هي موضع نقاش. تضع نظريات منافسة مركز المنطقة جنوب الدانوب (مورافا في صربيا) أو في السهل المجري العظيم. كان التاريخ المحدد الذي تم فيه تأسيس الدولة المورافية موضع خلاف أيضًا، ولكن من المحتمل أن يكون ذلك في أوائل الثلاثينيات تحت حكم الأمير موجمير الأول (820/830 – 846)، أول حاكم معروف لمورافيا المتحدة. اعترف كل من موجمير وخليفته راستيسلاف («روستيسلاف» في التشيك)، الذي حكم بين عامي 846 و870، بولاية الملوك الكارولنجيون، لكن الكفاح المورافي من أجل الاستقلال تسبب في سلسلة من الصراعات المسلحة مع الفرنجة الشرقية منذ أربعينيات القرن التاسع.

### النظرة التقليدية
وفقًا لمعظم المؤرخين، تقع المناطق الرئيسية لمورافيا في وادي نهر مورافا في الجمهورية التشيكية وسلوفاكيا في الوقت الحاضر. وتشير النتائج الأثرية لقلاع كبيرة من القرون الوسطى والمجموعة الكبيرة من المستوطنات التي تتوزع حولها إلى نشوء مركز قوة مهم في هذه المنطقة خلال القرن التاسع. تدعم أيضًا المصادر المبكرة (ترجمة ألفرد العظيم المعاصرة لتاريخ أوروسيوس للعالم، الذي ذكر فيه جيران مورافيا، ووصف سفر قسطنطين وميثوديوس من مورافيا إلى البندقية عبر بانونيا في كتاب «حياة قسطنطين») النظرة التقليدية.
يقع غرب ماروارا كل من ثيرينغاس وبعض من أراضي البهماس ونصف بيغوير، وجنوبها على الجانب الآخر من نهر الدانوب تقع أرض كارندري الممتدة جنوبًا حتى جبال الألب. إلى شرق أرض كارندري، وراء المنطقة غير المأهولة، أرض بولغار، وشرقها أرض اليونان. تقع شرق أرض ماروارا أرض الفيستولا، وشرق ذلك يوجد شعب داشو، الذين كانوا بأغلبهم قوطيين.
من الصعب تحديد حدود مورافيا بالضبط نظرًا للافتقار إلى المصادر المعاصرة الدقيقة. مثلًا، كان من الواضح أن الرهبان الذين يكتبون «سجلات فولدا» في القرن التاسع كانوا على معرفة محدودة بجغرافية المناطق البعيدة في أوروبا الوسطى. علاوة على ذلك، تبنى ملوك مورافيا سياسة توسعية في ثلاثينيات القرن العشرين، وبالتالي فإن حدود مملكتهم كثيرًا ما تغيرت.
وصلت ورافيا إلى أوج اتساعها تحت حكم سفاتوبلوك الأول (870 – 894). اضطرت بولندا الصغرى وبانونيا ومناطق أخرى إلى القبول، على الأقل رسميًا وغالبًا لفترة وجيزة فقط، بالولاية. من جانب آخر، فإن وجود المناطق الثقافية المشتركة التي تشهد عليها الآثار بين مورافيا وبولندا الصغرى وسيليزيا لا يثبت أن الحدود الشمالية لمورافيا كانت تقع فوق هذه الأراضي. ووفقًا لعالمة الآثار بيلا ميكلوس زوك، لم تكن إمارة موزابورغ في بانونيا جزءًا من مورافيا قط. لا توجد أيضًا اكتشافات أثرية ولا مصادر مكتوبة تدعم الرؤية التقليدية لاحتلال دائم لمناطق واسعة خلال فترة حكمه. يحذر علماء آخرون من أنه من الخطأ أن نرسم حدودًا للمناطق الرئيسية لأن مورافيا لم تصل إلى ذلك المستوى من التطور.

### نظريات أخرى
في عام 1784، طعن المؤرخ السلوفاكي جوراج سكلينار في الرأي التقليدي بشأن موقع مورافيا ووضع منطقتها الأساسية في سيرميوم (التي أصبحت الآن سريمسكا ميتروفيتشا في صربيا)، قائلًا إنها انتشرت من ذلك الموقع إلى الشمال إلى سلوفاكيا الحالية ومورافيا وبوهيميا. بشكل مماثل، في عشرينيات القرن التاسع عشر، وضع فريدريك بلومينجر مورافيا العظيمة في الجنوب على حدود بانونيا ومويسيا. ظلت وجهات نظرهم بعيدة عن الأنظار حتى سبعينيات القرن العشرين، عندما نشر إيمري بوبا مرة أخرى نظرية مفادها أن قلب منطقة مورافيا لا بد وأن يكون قائمًا حول سيرميوم بالقرب من نهر مورافا الكبير. اقترح بيتر بوبوكي ناغي وجود مورافيتين: مورافيا «العظمى» على نهر مورافا الجنوبي في صربيا اليوم، ومورافيا أخرى على نهر مورافا الشمالي في جمهورية التشيك وسلوفاكيا اليوم. نشر تورو سينغا نظرية مماثلة. في تسعينيات القرن الماضي، طوّرت النظرية الأخيرة من قبل تشارلز بولوس، الذي كتب أن مورافيا نشأت في منطقة «ملتقى أنهار درافا، وسافا، ودرينا، وتيسا، ونهري مورافا الجنوبيين مع نهر الدانوب». أكد بولوس أن توجه الفرنجة كان مُركزًا على المناطق الجنوبية الشرقية التي تدعم أيضا موقف مورافيا الجنوبية. وأشار مارتن إيغرز إلى أن الموقع الأصلي لمورافيا كان مركزًا حول منطقة بانات الحديثة عند التقاء نهري تيسا وموريش. مع توسع أكثر في الأراضي ضمن جمهورية التشيك اليوم وسلوفاكيا.

## التاريخ

### الأصول (قبل 800 عام)
كان المؤرخ البيزنطي بروكوبيوس القيسراني أول من أشار إلى القبائل السلافية التي تعيش في وادي نهر مورافا الشمالي. كتب عن مجموعة من الهيروليين الجرمان الذين «عبروا جميع أراضي السكلافينيين» بينما كانت تتجه نحو الدنمارك سنة 512 ميلادية. أظهرت الكشوفات في الأثرية إنتاج السيراميك اليدوي وظهرت أشياء متشابهة في جنوب بولندا وغرب أوكرانيا عند ملتقى نهر مورافا الشمالي والدانوب الأوسط حوالي العام 550 ميلادية.
تعرضت أراضٍ واسعة من حوض بانونيا للغزو بعد عام 568 من قبل بدو آفار أوراسيا الذين وصلوا من سهوب أوراسيا. أجبر السلافيون على دفع جزية للآفار والمشاركة في غزواتهم ضد الإمبراطورية البيزنطية والفرنجة واللومبارديبن. على الرغم من استقرار المستوطنات الآفارية على نهر الدانوب خلال الفترة الأولى من الخانات (الحدود الجنوبية لسلوفاكيا الحالية)، إلا أن جزءًا صغيرًا (أقصى الجنوب) وقع تحت سيطرتهم العسكرية المباشرة بعد سقوط إمبراطورية سامو. في الفترة الأخيرة من الخانات، كان الأفار ميالين بالفعل إلى أسلوب حياة أكثر استقرارًا، ويمكن وصف تعايشهم مع السلافيين المحليين بالفعل على أنه نوع من التكافل الثقافي.

### المصارد الأساسية
- Annales regni Francorum, annals covering the years 741-829.
- Annales Bertiniani, a continuation of Annales regni Francorum covering the period 830-82.
- Annales Fuldenses, a continuation of Annales regni Francorum until 901.
- Geographus Bavarus, written sometime between the 830s and 870s.
- Libellus de conversione Bagoariorum et Carantanorum (i.e. Conversio), written in 870.
- Vita Methodii, a biography of Saint Methodius written in Great Moravia shortly after 885.
- Annales Iuvavenses, annals written in the 9th and 10th centuries in Salzburg.
- De Administrando Imperio, written by Constantine VII Porphyrogenitos between 948 and 952.

Primary documents can be found in the following volumes:
- Havlík, Lubomír E. (1966–1977). Magnae Moraviae Fontes Historici I.-V., Brno: Masarykova univerzita.
- Marsina, Richard (1971). Codex diplomaticus et epistolaris Slovaciae I., Bratislava: Veda.
- Ratkoš, Peter (1964). Pramene k dejinám Veľkej Moravy, Bratislava: Vydavateľstvo Slovenskej akadémie vied.